# Vaisali
Vaisali (sanskrit: Vaiśālī; pali : Vesāli) est une ancienne cité de l'Inde du royaume de Licchavi dans l'État actuel du Bihar, à une quarantaine de kilomètres de Patna. C'est l'un des huit sites historiques connus du bouddhisme. C'est aussi un lieu important du jaïnisme, puisque Mahavira, le fondateur de ce courant, y est né et y a en partie vécu.

## Géographie
Le  se trouve aujourd'hui à quelques kilomètres au nord-ouest du village de Basarh.

## Histoire
Le bouddha historique Siddharta Gautama s'y rendit de nombreuses fois après son éveil et il y donna de nombreux enseignements. Il vint dans la cité pour la première fois au cours de la cinquième année qui suivit son éveil, et y passa sa dernière des retraites tenues à l'occasion des pluies. Divers historiens actuels proposent, parmi diverses chronologies, les dates suivantes pour les retraites du Bouddha en saison des pluies (varsah) à Vaisali : retraite 5 en 524, retraite 45 en 484 av. J.-C..
C'est également dans cette ville qu'a vécu le célèbre bodhisattva laïc Vimalakîrti. Le Bouddha y a prédit son propre parinirvāna. Enfin, c'est là encore qu'eut lieu le deuxième concile bouddhique, un siècle après le parinirvāna du Bouddha.

## Lieux et monuments
Vaisali comptait d'importants monastères et sépultures, qui ont été décrits par le célèbre moine et pèlerin chinois Faxian au ve siècle de notre ère.
Aujourd'hui, la localité abrite différents monuments bouddhistes, parmi lesquels des stupas et un pilier d'Ashoka. On y voit aussi un bassin qui était utilisé pour l'onction des dirigeants de la ville.

## Galerie

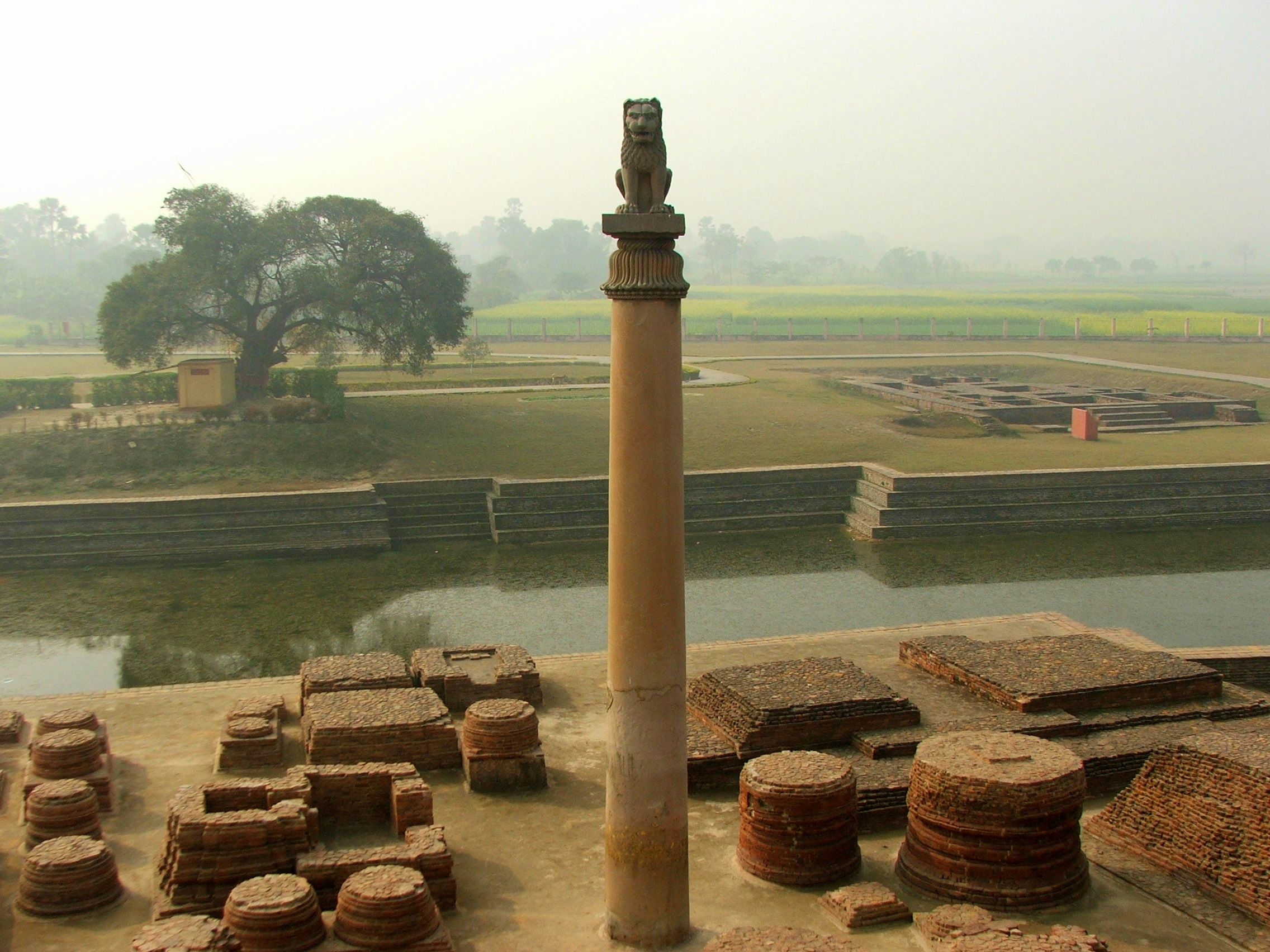
Pilier d'Ashoka
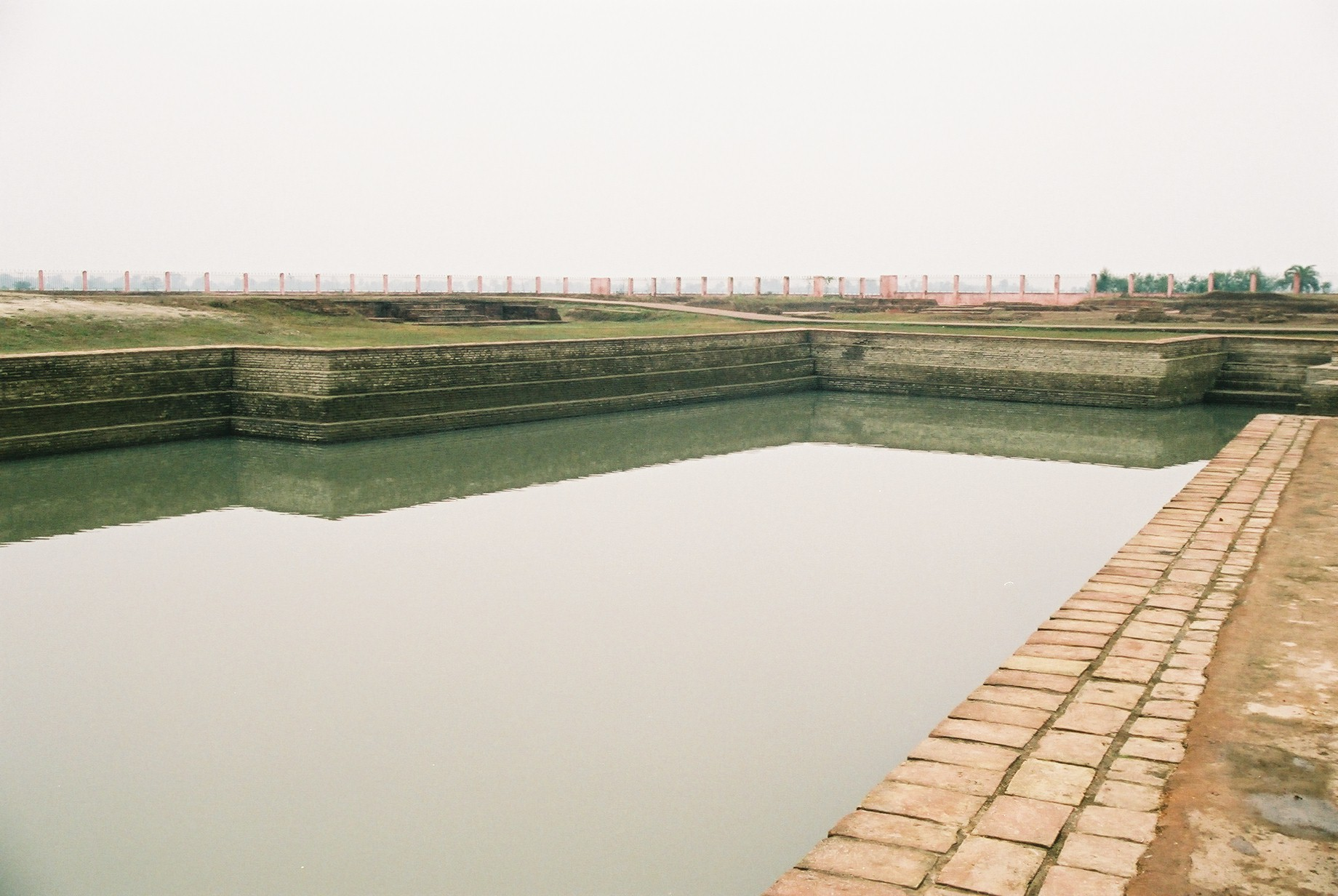
Abhishek Pushkarini, bassin pour les ablutions
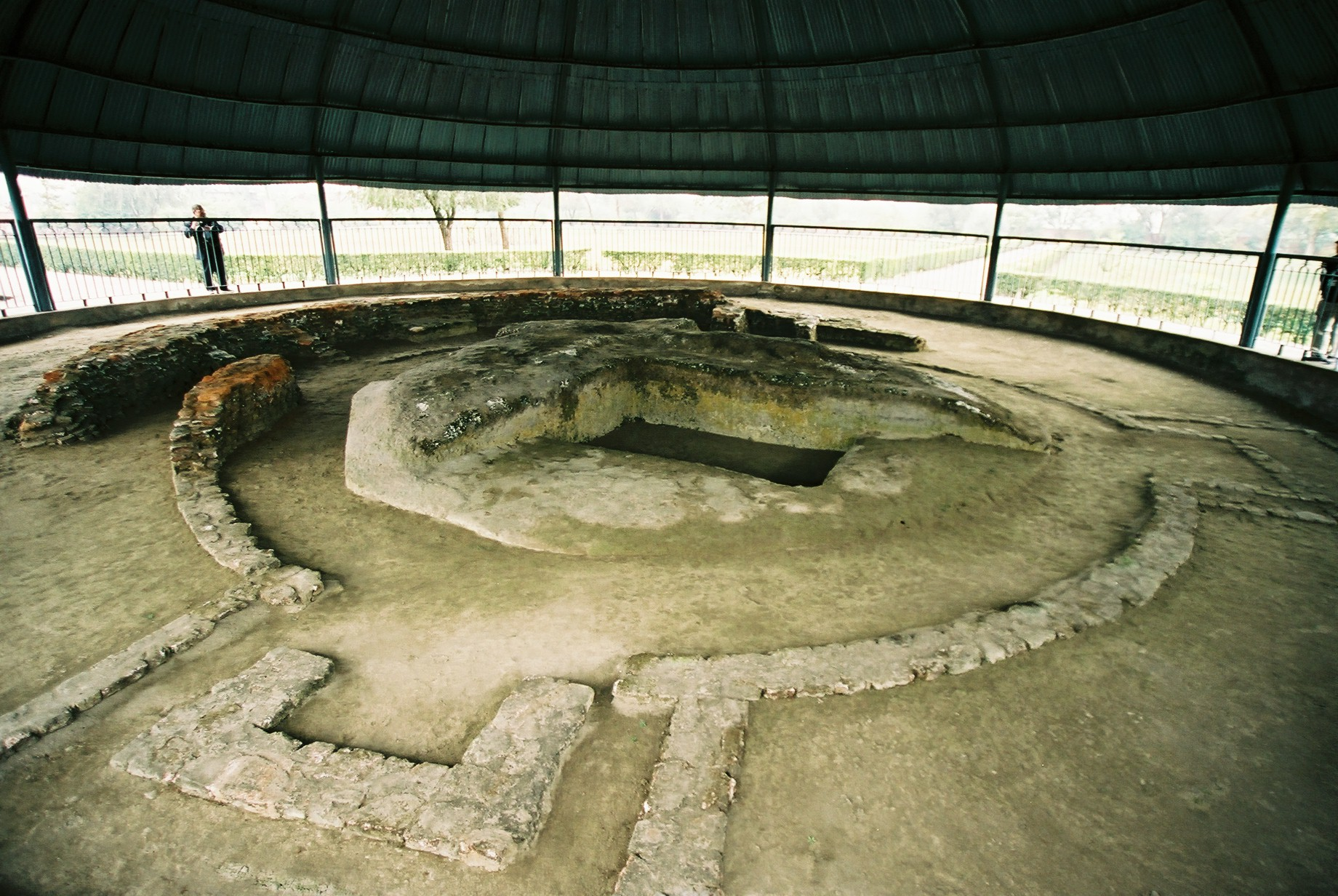
Ruines du stūpa du Bouddha
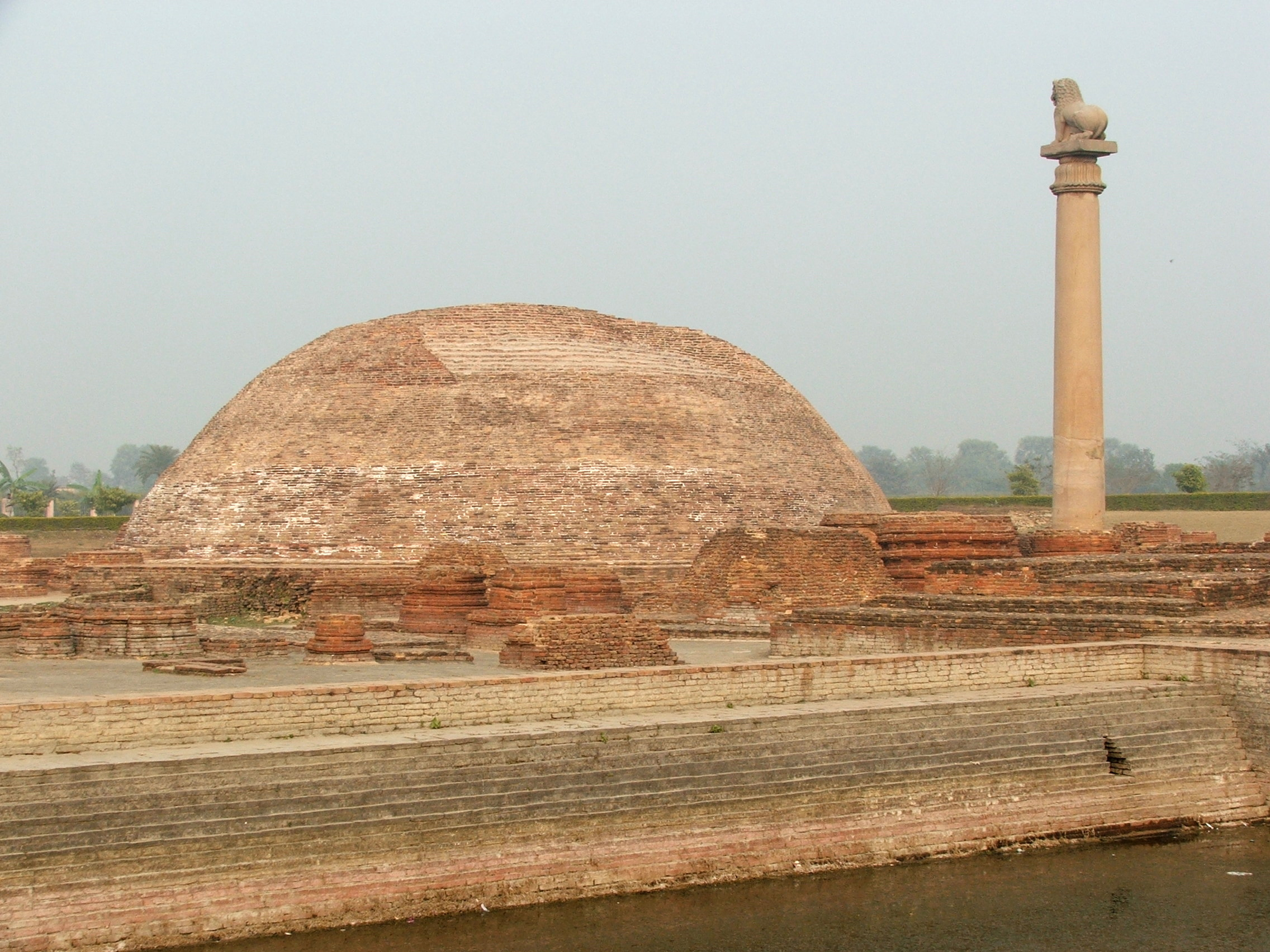
Ruines du stūpa d'Ananda